# Maurice Marshall
Maurice Lane „Moss“ Marshall (* 12. Januar 1927 in Thames; † 16. Mai 2013 in Hamilton) war ein neuseeländischer Mittelstreckenläufer.
1950 gewann er bei den British Empire Games in Auckland Bronze im Meilenlauf.
Bei den Olympischen Spielen 1952 in Helsinki schied er über 800 und 1500 Meter im Vorlauf aus.

## Persönliche Bestzeiten
- 800 m: 1:53,5 min, 1951
- 1 Meile: 4:11,8 min, 1952